# Motori Ecotec
I motori Ecotec costituiscono una famiglia di motori a ciclo Otto e Diesel. Il nome Ecotec viene utilizzato nell'ambito della produzione motoristica della Casa automobilistica tedesca Opel e del gruppo General Motors.

## Significato e origini

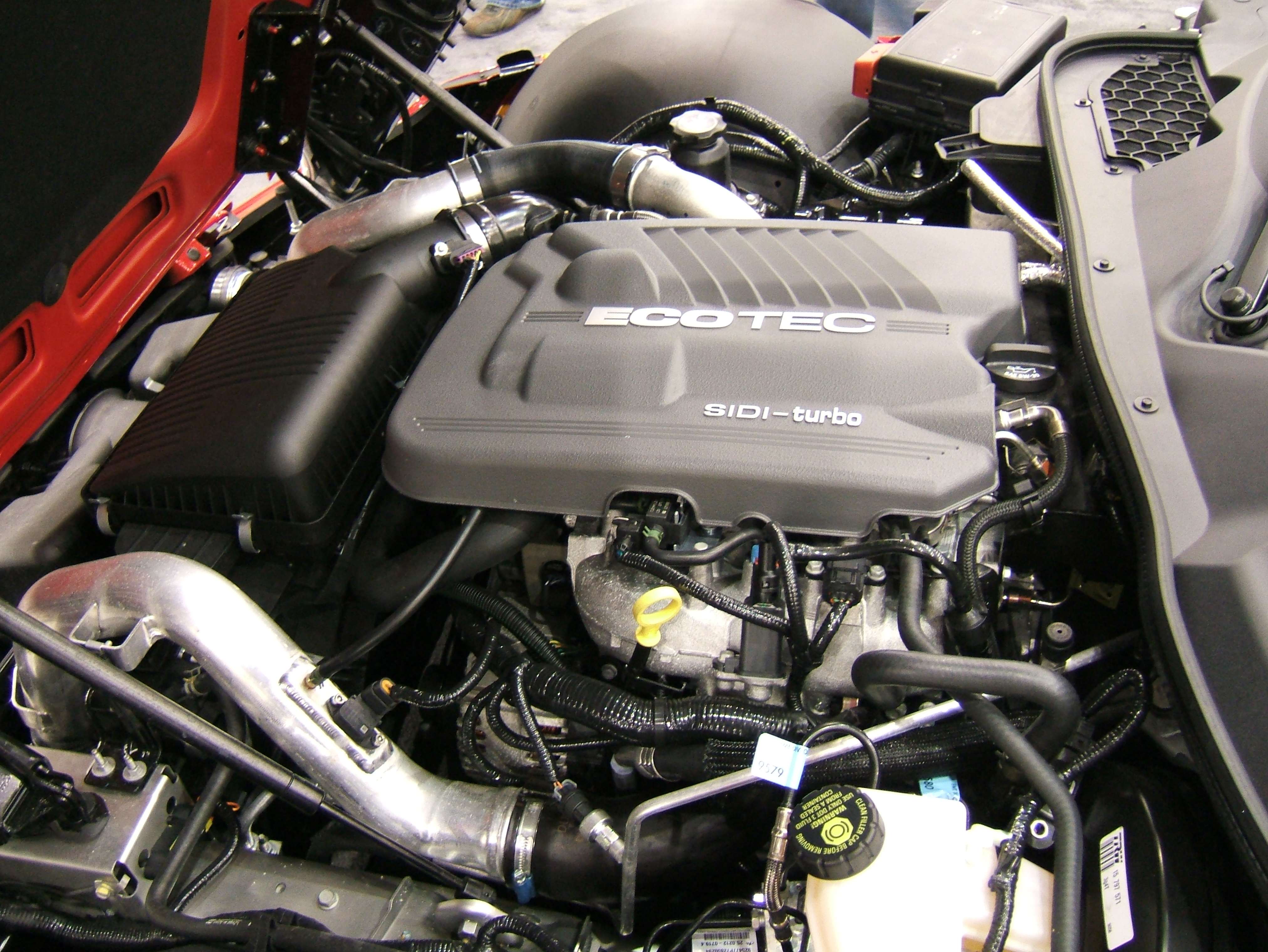
Vista di un 2 litri Ecotec turbocompresso

La parola Ecotec è in realtà un acronimo che sta per Emissions Control Optimisation TEChnology, cioè "tecnologia per l'ottimizzazione del controllo delle emissioni". Da qui si deducono le doti di ecocompatibilità dei motori facenti parte della famiglia Ecotec. Questi motori possono essere a benzina o a gasolio e fanno parte di alcune famiglie già ben definite. La famiglia Ecotec non è quindi una famiglia di motori aventi caratteristiche costruttive in comune che li legano tra loro. È piuttosto una famiglia trasversale che raggruppa tutti quei motori Opel (o più spesso del Gruppo General Motors) caratterizzati da particolari doti di rispetto dell'ambiente e di consumi ridotti.

Ecotec è però prima di tutto un marchio vero e proprio, non solo di proprietà della Opel, ma dell'intero Gruppo GM di cui la Casa tedesca faceva parte, prima dell'acquisto della stessa da parte del gruppo francese PSA. I motori Ecotec, infatti, sebbene siano attualmente associati al marchio tedesco, vengono utilizzati anche da altri marchi appartenenti al colosso statunitense. Inoltre, della famiglia Ecotec non fanno parte solo motori progettati e realizzati all'interno del Gruppo GM, ma anche altri motori di diversa origine.

La nascita del marchio Ecotec viene universalmente collocata nell'anno 1996, ma il nome Ecotec ha cominciato a essere utilizzato già alcuni anni prima, quando l'entrata in vigore della normativa Euro 1 ha spinto la Casa di Rüsselsheim a rinnovare profondamente e a 360 gradi la sua gamma motoristica, in modo da divenire un riferimento nell'ambito dei motori ecologici. Già nel 1993, quindi, si poteva udire il nome Ecotec nell'ambito dei motori Opel di nuova generazione, in particolare nell'ambito degli ultimi 1.8 e 1.6 OHC Four. 

L'anno seguente, la tecnologia Ecotec abbracciò anche il 2 litri Family II, che divenne noto quindi come 2 litri Ecotec. 

Nel 1996 avvenne la registrazione del marchio da parte del Gruppo GM: il neonato marchio andò fin dall'inizio a comprendere il 2 litri Ecotec e i nuovi motori Family I. In seguito anche altri motori andarono a aggiungersi alla famiglia Ecotec, tra cui anche numerosi diesel, come il Circle L della giapponese Isuzu e i motori multijet del Gruppo Fiat. Questi ultimi hanno potuto essere utilizzati dal Gruppo GM grazie a una joint-venture tra quest'ultimo e il colosso italiano avutasi nella prima metà degli anni 2000.

Nel 2006 la famiglia Ecotec ha cominciato lentamente a cedere il passo all'ancor più evoluta famiglia di motori Ecoflex, la quale gradualmente ne prenderà il posto. Nello stesso periodo vi è stato l'ingresso del 2 litri CDTI di origine Fiat, appartenente ai motori Multijet, che verrà declinato in più varianti dalla Opel per essere montato sulla Opel Insignia. Una variante dello stesso motore viene inclusa tra i motori EcoFlex.

Nel 2013 ha debuttato infine il motore SIDI, un 1.6 sovralimentato a iniezione diretta in grado di erogare fino a 170 CV di potenza massima.

## Riepilogo dei motori Ecotec
Di seguito vengono elencate le famiglie di motori appartenenti alla famiglia dei motori Ecotec:
- GM Family II (dal 1994);
- GM Family I (dal 1996);
- GM Family 0 (dal 1997);
- SIDI (dal 2013);
- Motore 2 litri diesel Opel Ecotec (1996-2004);
- Motore 2.2 litri diesel Opel Ecotec (1998-2005);
- Motore Multijet (dal 2002);
- Isuzu Circle L.